# برهنه در نیویورک
برهنه در نیویورک (به انگلیسی: Naked in New York) فیلمی محصول سال ۱۹۹۳ و به کارگردانی دانیل آلگرانت است. در این فیلم بازیگرانی همچون اریک استولتس، مری-لوئیز پارکر، رالف ماکیو، جیل کلایبورگ، تونی کرتیس، تیموتی دالتون، کاتلین ترنر، لین تیگپن، راسکو لی براون، پل گویلفویل، لیسا گی همیلتون، کریس نوت، ووپی گلدبرگ، کالیستا فلوکهارت، کالین کمپ و دیوید جوهانسن ایفای نقش کرده‌اند.